# هيديوكي ناكامورا
هيديوكي ناكامورا (باليابانية: 中村 英之) (مواليد 3 يونيو 1984)، هو لاعب كرة قدم ياباني سابق كان يلعب كمدافع.

## وصلات خارجية
- هيديوكي ناكامورا على موقع رابطة كرة القدم اليابانية للمحترفين (اليابانية)
- هيديوكي ناكامورا على موقع قاعدة بيانات كرة القدم.إي يو (الإنجليزية)
- هيديوكي ناكامورا على موقع Soccerway.com (الإنجليزية)